# 小川隆吉
小川 隆吉（おがわ りゅうきち、1935年 - 2022年7月25日）は、北海道（アイヌモシリ）浦河町生まれのアイヌ民族運動家。アイヌ民族共有財産裁判原告団長、アイヌ民族文化伝承の会会長、北海道教育大学非常勤講師を務めた。妻はアイヌ文様刺繍家の小川早苗。　

## 来歴
日高地方浦河町のコタンに生まれる。父は戦時下に渡日しタコ部屋の強制労働から脱走した朝鮮人李秀夫、母は浦河のコタンに住むアイヌ民族の夏子。幼い頃に父秀夫は朝鮮へ戻り、以来音信不通となる。その後9歳で母も失い、兄弟と支えあいながら青春期を送る。幼くして両親を亡くした後の生活は貧困を窮め、学校への通学も断念せねばならなかった。
職を転々とした後、25歳で定職に就くが就学機会を奪われたため、漢字もろくに読めなかったという。幼年期から青年期に体験したアイヌ民族に対する社会の差別に耐えつつ、次第にアイヌ民族としての自覚に目覚め、民族の権利獲得や反差別の運動へと加わるようになる。
その後、札幌を拠点に札幌アイヌ民芸企業組合などの立ち上げに参画し、アイヌの生活向上や民族文化の普及に努める。ウタリ協会札幌支部理事、同教育相談員などを歴任し、運動の中心的存在として活躍する。
1995年、北海道大学構内の文学部古河講堂で発見された人骨（北大人骨事件）や、医学部の標本庫に陳列されていたアイヌ人骨（児玉コレクション）に関する事実究明を求める活動に関わり、北大関係者や歴史研究者らと共に事態の解決に当たる。
1999年、北海道を相手に「過去100年に渡りアイヌのものでありながらアイヌには知らされていなかった共有財産の管理についての再調査」を求める裁判をおこす（アイヌ民族共有財産裁判）。同裁判は2004年5月、札幌高等裁判所で訴えが棄却され、2006年に最高裁判所で上告が棄却され、敗訴が確定した。
2012年には小川の伯父を含む アイヌの遺骨12体の返還を求め、北海道大学を提訴。2016年に和解が成立し、返還された遺骨は元の墓地に再び埋葬された。一連の訴訟は映像化され、ドキュメンタリー映画「八十五年ぶりの帰還　アイヌ遺骨　杵臼コタンへ」として公開された。
数少ないアイヌの語り部として活動する中、2022年7月25日に札幌市内で死去した。

## 主な著書
- 『北海道と少数民族』（札幌学院大学人文学部）
- 『北海道で平和を考える』（北海道大学図書刊行会）
- 『アイヌ文化を伝承する』（草風館）